# Newton W. Nutting

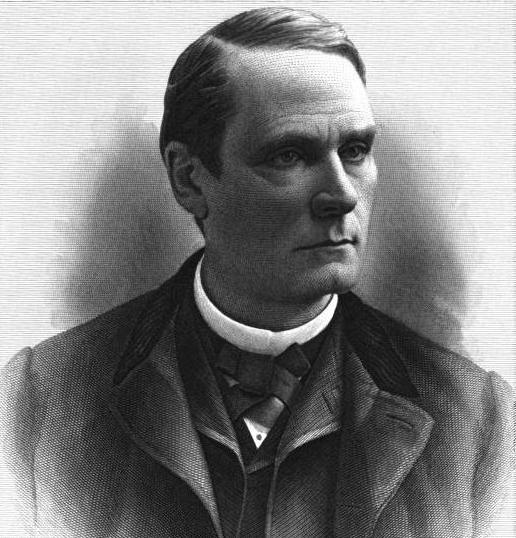
Newton W. Nutting

Newton Wright Nutting (* 22. Oktober 1840 in West Monroe, New York; † 15. Oktober 1889 in Oswego, New York) war ein US-amerikanischer Jurist und Politiker. Zwischen 1883 und 1885 sowie zwischen 1887 und 1889 vertrat er den Bundesstaat New York im US-Repräsentantenhaus.

## Werdegang
Newton Wright Nutting wurde ungefähr sechs Jahre vor dem Ausbruch des Mexikanisch-Amerikanischen Krieges im Oswego County geboren. Er verfolgte eine akademische Laufbahn. Nutting studierte Jura. Nach dem Erhalt seiner Zulassung als Anwalt begann er in Oswego zu praktizieren. Er saß vom 1. Januar 1864 bis zum 1. Januar 1867 im Schulausschuss von Oswego County. Am 1. Januar 1869 wurde er Bezirksstaatsanwalt im Oswego County – ein Posten, den er bis zum 1. Januar 1872 innehatte. Dann war er vom 1. Januar 1878 bis zu seinem Rücktritt am 4. März 1883 Amtsrichter im Oswego County. Politisch gehörte er der Republikanischen Partei an. Bei den Kongresswahlen des Jahres 1882 für den 48. Kongress wurde Nutting im 24. Wahlbezirk von New York in das US-Repräsentantenhaus in Washington, D.C. gewählt, wo er am 4. März 1883 die Nachfolge von Joseph Mason antrat. Er schied dann nach dem 3. März 1885 aus dem Kongress aus. Nach seiner Kongresszeit ging er in Oswego wieder seiner Tätigkeit als Jurist nach. 1886 kandidierte er im 27. Wahlbezirk von New York für den 50. Kongress. Nach einer erfolgreichen Wahl trat er am 4. März 1887 die Nachfolge von Sereno E. Payne an. Er wurde einmal wiedergewählt, verstarb allerdings vor dem Ende seiner Amtszeit am 15. Oktober 1889. Sein Leichnam wurde dann auf dem Riverside Cemetery beigesetzt.